# Нова Рудня (зупинний пункт)
Но́ва Ру́дня (біл. Но́вая Ру́дня) — пасажирський залізничний зупинний пункт Гомельського відділення Білоруської залізниці на лінії Калинковичі — Словечно між зупинним пунктом Забоззя (7 км) та станцією Словечно (5 км). Розташований на західній околиці однойменного села Нова Рудня Єльського району Гомельської області.

## Пасажирське сполучення
Приміське пасажирське сполучення здійснюється щоденно поїздами регіональних ліній економкласу сполученням Калинковичі — Словечно.